# Karaté aux Jeux olympiques de la jeunesse de 2018
Navigation
Édition suivante
Les épreuves de karaté aux Jeux olympiques de la jeunesse de 2018 ont lieu au Parque Olímpico de la Juventud de Buenos Aires, en Argentine, du 17 au 18 octobre 2018.
C'est la première apparition du karaté depuis son acceptation aux Jeux olympiques qui sera programmé pour 2020. L'épreuve retenue est le kumité selon trois catégories de poids.

## Podiums

### Compétition Garçons
| Événement | Or                      | Argent           | Bronze                                |
| --------- | ----------------------- | ---------------- | ------------------------------------- |
| -61 kg    | Mohammed Ayed Al Assiri | Masaki Yamaoka   | Oussama Edari Fahik Veseli            |
| -68 kg    | Quentin Mahauden        | Yassine Sekouri  | Abilmansur Batyrgali Rosario Ruggiero |
| +68 kg    | Navid Mohammadi         | Nabil Ech-Chaabi | Enes Bulut Sean McCarthy Crean        |

### Compétition Filles
| Event  | Or                   | Argent           | Bronze                                   |
| ------ | -------------------- | ---------------- | ---------------------------------------- |
| -53 kg | Yasmin Nasr Elgewily | Rinka Tahata     | Fatemeh Khonakdartarsi Dildora Alikulova |
| -59 kg | Kokoro Sakaji        | Anna Chernysheva | Mobina Heydariozomcheloei Ivana Perovic  |
| +59 kg | Annika Saelid        | Sakura Sawashima | Lauren Salisbury Negin Altooni           |

## Tableau des médailles
| Rang  | Nation          | Or | Argent | Bronze | Total |
| ----- | --------------- | -- | ------ | ------ | ----- |
| 1     | Japon           | 1  | 3      | 0      | 4     |
| 2     | Iran            | 1  | 0      | 3      | 4     |
| 3     | Belgique        | 1  | 0      | 0      | 1     |
| 3     | Égypte          | 1  | 0      | 0      | 1     |
| 3     | Norvège         | 1  | 0      | 0      | 1     |
| 3     | Arabie saoudite | 1  | 0      | 0      | 1     |
| 7     | Maroc           | 0  | 2      | 1      | 3     |
| 8     | Russie          | 0  | 1      | 0      | 0     |
| 9     | Grande-Bretagne | 0  | 0      | 1      | 1     |
| 9     | Irlande         | 0  | 0      | 1      | 1     |
| 9     | Italie          | 0  | 0      | 1      | 1     |
| 9     | Kazakhstan      | 0  | 0      | 1      | 1     |
| 9     | Macédoine       | 0  | 0      | 1      | 1     |
| 9     | Serbie          | 0  | 0      | 1      | 1     |
| 9     | Turquie         | 0  | 0      | 1      | 1     |
| 9     | Ouzbékistan     | 0  | 0      | 1      | 1     |
| Total | Total           | 6  | 6      | 12     | 24    |